# يان ساندرز
يان ساندرز (1961 - ) (بالإنجليزية: Ian Sanders)‏ هو لاعب كريكت بريطاني.